# Cinnamomum culilawan
Cinnamomum culilawan là loài thực vật có hoa trong họ Nguyệt quế. Loài này được Blume miêu tả khoa học đầu tiên.